# Libra beliceña
La libra beliceña o bien libra de Honduras Británica desde 1862, o menos conocida como libra britanohondureña, era la unidad monetaria del territorio británico del Río Belice o como se lo conocería posteriormente como la exdependecia jamaiquina de Honduras británica que comenzó resellando reales de a ocho coloniales españoles para revalidarlos de 1810 a 1818 y que circularon a la par de los peniques de cobre del chelín colonial hasta 1822, cuando pasó a utilizar el dólar del ancla de la América británica y en 1831 los peniques de plata del chelín colonial, aunque de manera extraoficial seguían utilizando los dólares españoles. En 1862 se convirtió en una tenencia de gobierno o colonia subordinada a la de Jamaica, por lo que comenzó nuevamente a utilizar la libra jamaiquina hasta que se convirtió en una colonia de la Corona en 1884 y comenzó a acuñar el dólar britanohondureño o beliceño.

## Historia
Los establecimientos de piratas ingleses en el río Belice hacia 1660, oriundos de Port Royal de la usurpada Jamaica desde 1655, dejaron la piratería de lado y se pudieron organizar gracias al tratado de Madrid de 1670 para dedicarse pacíficamente a la extracción del palo de Campeche que exportaban al Reino de Inglaterra.
La dependencia del territorio beliceño con la colonia de Jamaica era total, ambas usaban las escasas monedas de cobre de la libra esterlina, las «monedas del árbol» de plata de los chelines coloniales y extraoficialmente utilizaban los reales de a ocho coloniales novohispanos y peruanos.
De 1722 a 1724 y en 1730 llegaron las primeras piezas reales coloniales de cobre conocidas como las «monedas de la rosa americana» y «de Hibernia» del chelín colonial y que después de 1734 comenzarían a escasear, hasta que la colonia de Jamaica contramarcó anversos y reversos de columnarios coloniales españoles de su incipiente libra jamaiquina desde 1758 que circularon en sus dependencias, como las islas Caimán, de la Bahía, del Maíz o Corn Island, costa de Mosquitos y Honduras británica.
Los resellos jamaiquinos de 1758, 1759 y 1773 coexistieron con las nuevas piezas de cobre angloamericanas llamadas «monedas de voce populi», «conmemorativas de Pitt» y «de Machin» del chelín colonial en 1762, en 1766 y en 1787 respectivamente, y todas circularían en Honduras británica hasta 1810, cuando reselló solo anversos de ocho reales españoles y de cinco francos franceses con cuatro monogramas parecidos propios, muy semejantes a los de Jamaica.
Dichas contramarcas de la libra britanohondureña convivieron con las piezas de cobre angloamericanas conocidas como los «tokens del barco» del chelín colonial hasta que dejaron de acuñarse en 1825 pero ya en 1822 habían aparecido las nuevas monedas de plata del dólar del ancla de la América británica que se usaron hasta la acuñación de las monedas de plata del chelín colonial desde 1831 y el dólar de Guayana Británica e Indias Occidentales desde 1838.
En 1862 el territorio de Honduras británica se convirtió en una colonia subordinada a la de Jamaica, comenzando a utilizar nuevamente su libra jamaiquina, junto a la costa de Mosquitos y a las islas Caimán, de la Bahía y del Maíz, y desde 1873 con las Turcas y Caicos, hasta que Honduras británica se convirtió en una colonia de la Corona en 1884, acuñando desde 1885 las primeras monedas de cobre propias y en 1894 las de plata de su incipiente dólar britanohondureño (o beliceño).

## Monedas
En la dependencia jamaiquina de Honduras británica se habían contramarcado (todas sin fechas estampadas) con una paridad de 6 chelines con 1 penique jamaiquino = 6 chelines 1 penique britanohondureño = 1 real de a ocho. En la lista subsiguiente se detallan los diversos resellos:
- 6 chelines con 1 penique de plata .916 de 1810 hasta 1818 con cuatro variedades de monogramas GR coronado de cinco tipos monetarios en el anverso de reales españoles o de francos franceses, formado por iniciales en latín (GEORGIUS REX: rey Jorge):
  - GR cursiva y corona de dos compartimentos con un punto interno grande cada uno, de bordes punteados externos y de línea continua interna, de 4 mm de altura por 6 mm de base recta, en relieve dentro de rectángulo vertical incuso sobre «monedas de busto» de real de a ocho novohispano de 1791 a 1808 con ceca de México.[2]
  - GR cursiva con primera consonante de curvas más pronunciadas que se internan en la misma y corona más pequeña formada por dos círculos pegados de bordes continuos con un pequeño punto interno cada uno y también bordeada externamente por puntos, de 3 mm de altura por 5 mm de base, en relieve dentro de rectángulo vertical incuso sobre «monedas de busto» de real de a ocho peruano de 1791 a 1808 con ceca de Lima.[2]
  - GR cursiva de consonantes más oblicuas y corona grande de bordes continuos curvos de dos compartimentos, el de la izquierda con una pequeña flor de lis, de 4 mm de altura por 5 mm de base punteada levemente incurvada hacia arriba, en relieve dentro de óvalo incuso sobre «monedas de busto» de real de a ocho novohispano con ceca de México.[2]
  - GR cursiva semejante al anterior en relieve dentro de óvalo incuso sobre monedas de cinco francos franceses, de anverso con imagen y leyenda de Unión y fuerza, de l'an 4-l'an 11 (de 1795 a 1803) y de diversas cecas francesas: A (París), BB (Estrasburgo), D (Lyon), G (Ginebra), K (Burdeos), L (Bayona), MA (Marsella), Q (Perpiñán), T (Nantes) y W (Lille).[2]
  - GR cursiva de consonantes oblicuas incusas y de corona también totalmente incusa, de 3 mm de altura de bordes rectos con parte superior de tres puntas crenadas por 3 mm de base de bordes rectos, sobre «monedas de busto» de real de a ocho novohispano de 1811 a 1818 con ceca de México.[2]